# Herderyt
Herderyt – rzadki minerał z klasy fosforanów.

## Właściwości
Krystalizuje w układzie jednoskośnym. Wykształca kryształy słupkowe, pryzmatyczne, grubotabliczkowe, narosłe kryształy. Rzadko spotykany w skupieniach zbitych. Jest minerałem kruchym, przezroczystym do przeświecającego. Posiada białą rysę oraz szklisty połysk.

## Występowanie
Występuje w druzach pegmatytowych. Towarzyszą mu topaz, turmalin, apatyt, euklaz, kwarc, skaleń, beryl, albit, elbait oraz muskowit.